# USS Gabrielle Giffords
L'USS Gabrielle Giffords (LCS-10) est un littoral combat ship de classe Independence de l’United States Navy. Le navire porte le nom de l’ancienne représentante des États-Unis Gabrielle Giffords, qui a été blessée avec dix-huit autres personnes en 2011 lors de la fusillade de Tucson en Arizona. Le nom du navire a été annoncé par le secrétaire à la Marine des États-Unis de l’époque, Ray Mabus, le 10 février 2012,. L’USS Gabrielle Giffords est le 16e navire de la marine américaine à porter le nom d’une femme, et le 13e navire de la marine américaine depuis 1850 à porter le nom d’une personne encore vivante.
La construction du Gabrielle Giffords a commencé par la pose de la quille le 16 avril 2014, au chantier naval Austal USA à Mobile (Alabama). La représentante Giffords, toujours en convalescence des blessures subies lors de la tentative d’assassinat de 2011, a assisté à la cérémonie de pose de la quille du navire, et, avec l’aide d’un soudeur d’Austal, a soudé ses initiales dans une plaque qui ferait partie de la coque du navire. L’USS Gabrielle Giffords a été mis à l’eau, puis déplacé de son installation de construction à la cale sèche, le 26 février 2015. Le navire a été baptisé lors d’une cérémonie qui s’est tenue au chantier naval Austal USA le 13 juin 2015, et la deuxième dame des États-Unis, Jill Biden, a servi de marraine au navire lors du baptême. Le navire a été livré à l’US Navy le 23 décembre 2016 et mis en service au printemps suivant, le 10 juin 2017, à Galveston (Texas),.

## Conception

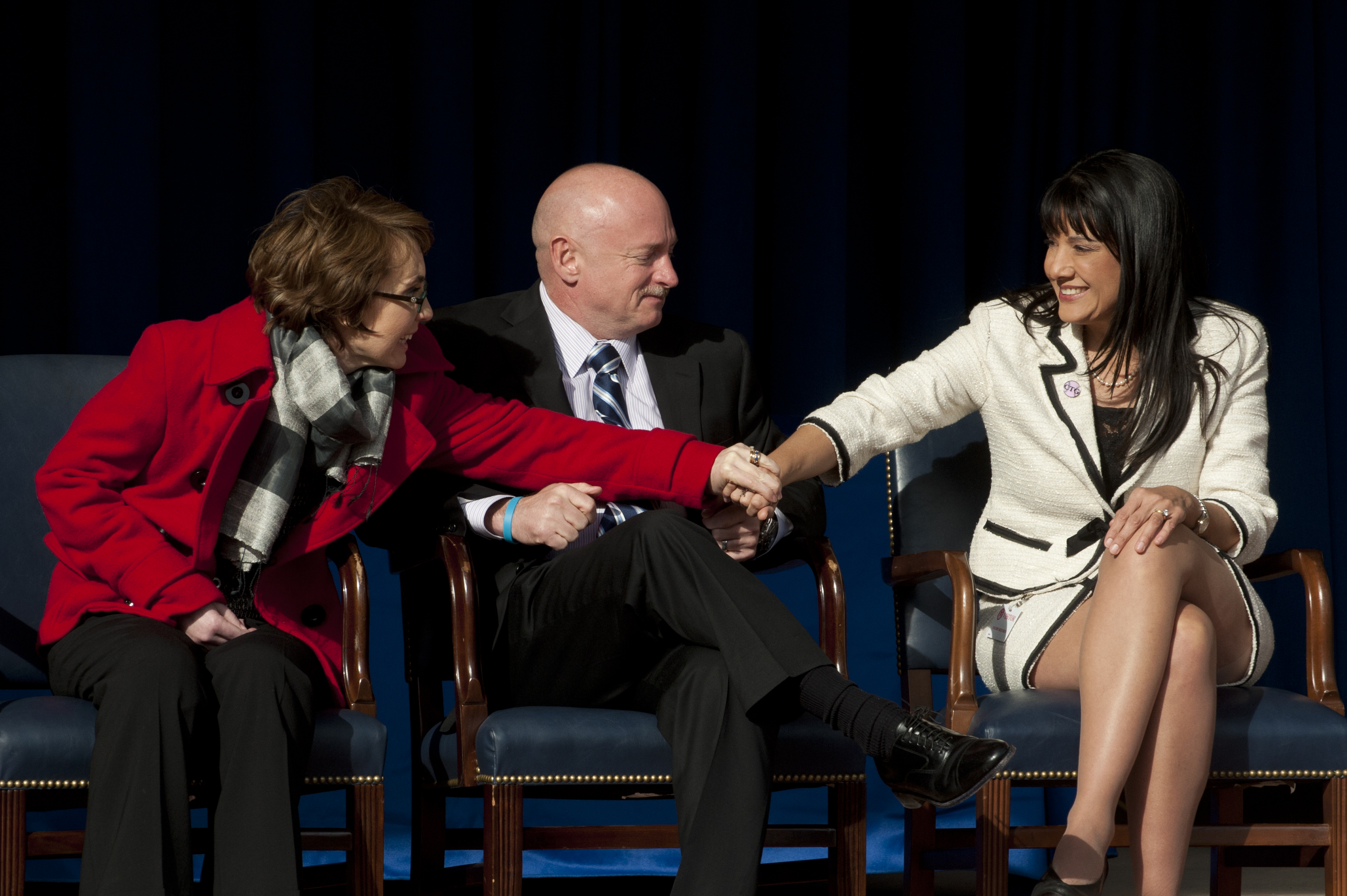
L’ancienne représentante des États-Unis Gabrielle Giffords (à gauche) et son mari Mark Kelly félicitent la marraine du navire Roxanna Green, lors d’une cérémonie pour annoncer que la marine américaine a nommé le plus récent navire de combat côtier

En 2002, l’US Navy a lancé un programme visant à développer le premier d’une flotte de littoral combat ships. La Navy a d’abord commandé deux navires à coque trimaran à General Dynamics, qui sont devenus connus sous le nom de navires de combat côtiers de classe Independence, d’après le premier navire de la classe, l’USS Independence. Les navires de combat côtiers aux numéros pairs de l’US Navy sont construits à l’aide de la conception de trimaran de classe Independence, tandis que les navires aux numéros impairs sont basés sur une conception concurrente, le navire de combat côtier monocoque conventionnel de classe Freedom. La commande initiale de navires de combat côtiers concernait un total de quatre navires, dont deux de la classe Independence. Le 29 décembre 2010, la Navy a annoncé qu’elle attribuait à Austal USA un contrat pour la construction de dix navires de combat côtiers supplémentaires de classe Independence,. Le 10 février 2012, le secrétaire à la Marine Ray Mabus a annoncé que le LCS-10, le cinquième navire de la classe Independence à être construit, serait nommé USS Gabrielle Giffords,. Le secrétaire Mabus a également annoncé que la marraine du navire serait Roxanna Green, la mère de Christina-Taylor Green, âgée de 9 ans, qui a été tuée dans la fusillade de Tucson durant laquelle Giffords a été blessée en janvier 2011.

## Nommage

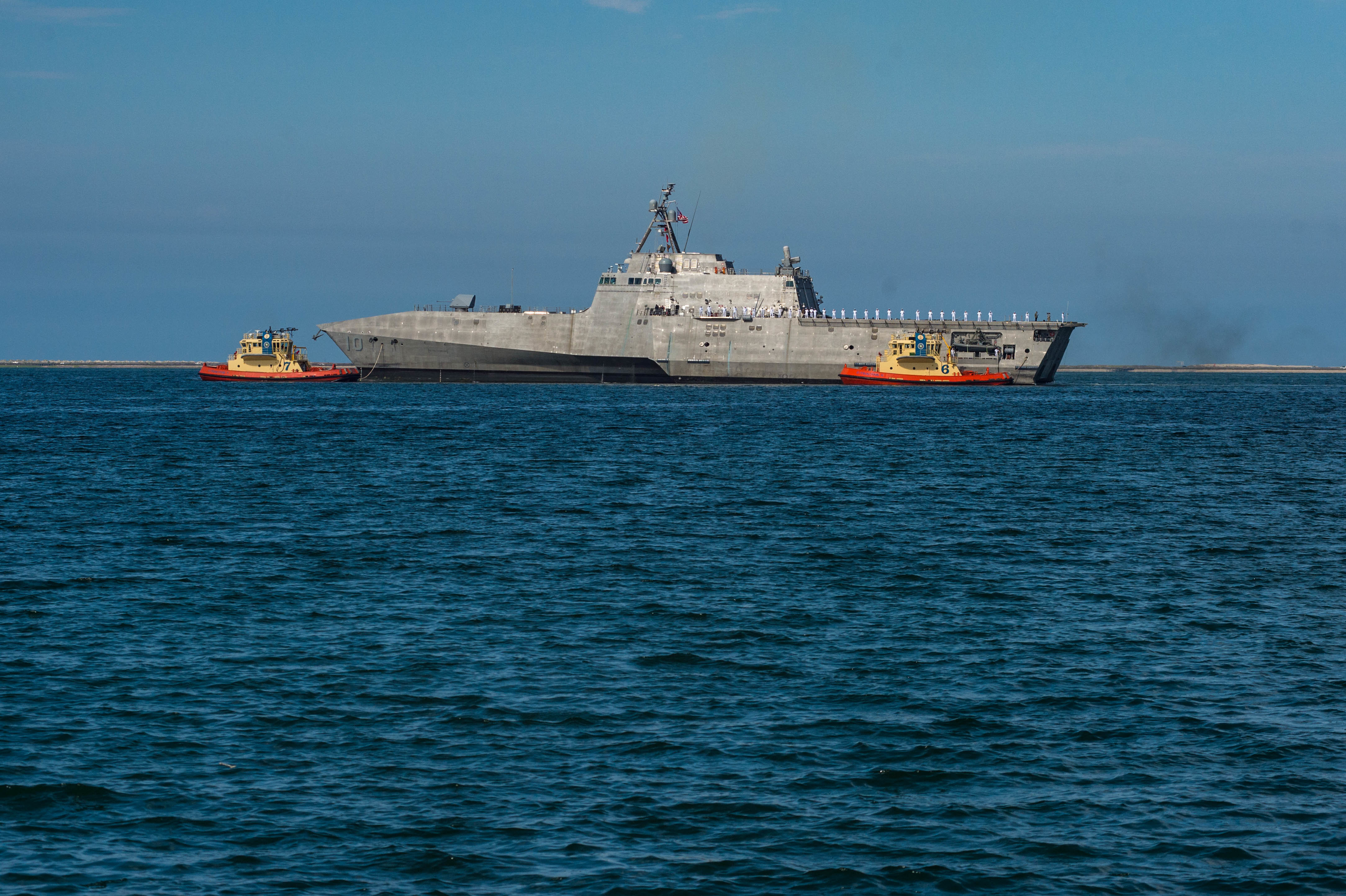
L’USS Gabrielle Giffords au large de San Diego le 5 juillet 2017

Lors de l’annonce du nom du navire le 10 février 2012, le secrétaire Mabus a déclaré que la Marine avait choisi de nommer le navire USS Gabrielle Giffords parce que le nom de la représentante Giffords était devenu « synonyme de courage » et que la députée avait « inspiré la nation avec une résilience remarquable ». Le secrétaire a également qualifié ce nom d’hommage aux familles de la Marine, déclarant que Giffords était une « épouse de la Marine » qui a fait des efforts pour soutenir la Marine pendant son mandat au Congrès. Giffords est mariée au Captain Mark Kelly (à la retraite), un ancien aviateur et astronaute de la marine,.

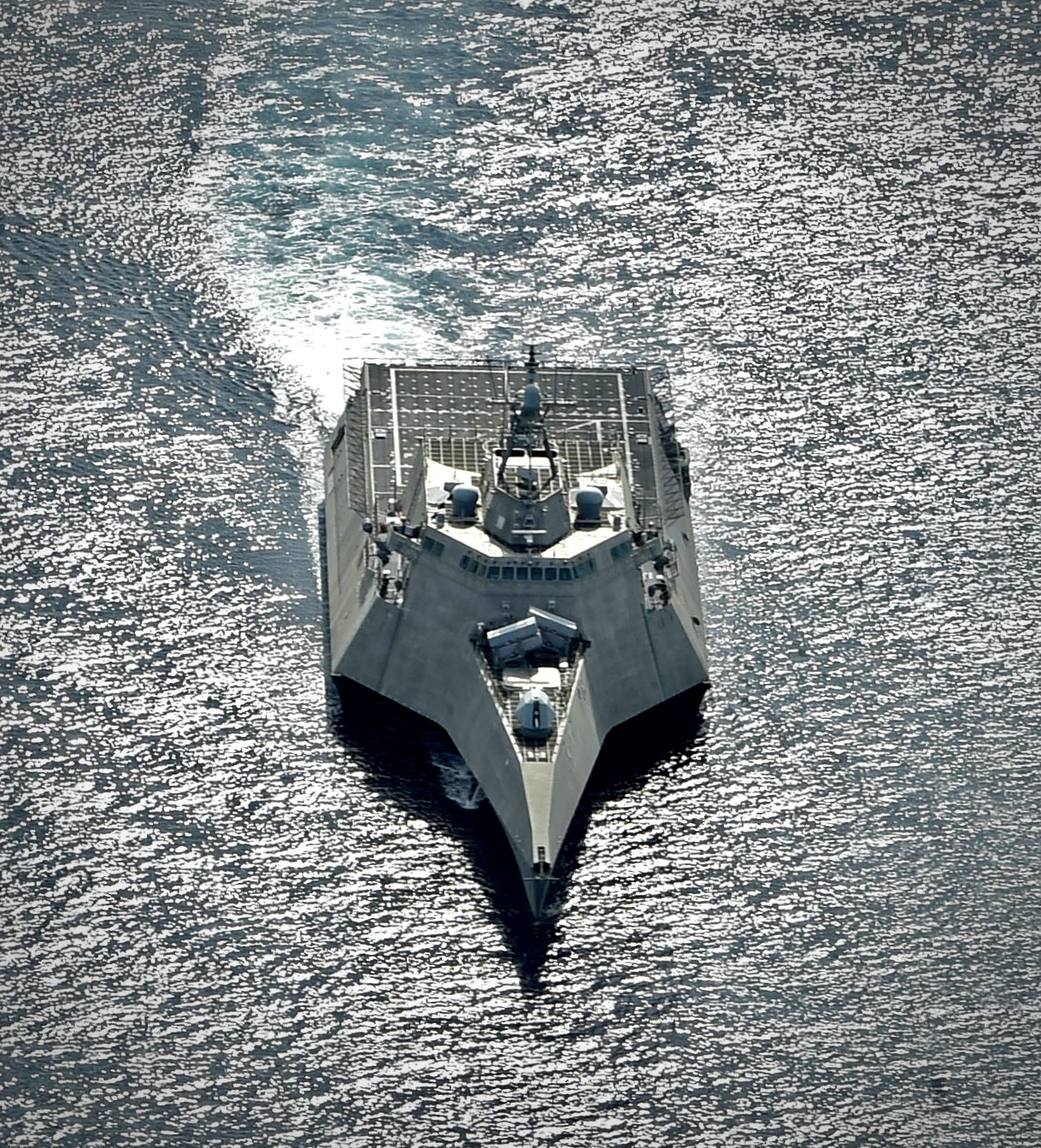
L’USS Gabrielle Giffords (LCS-10) en patrouille en mer de Chine méridionale, juin 2020

Les médias ont rapporté que certains anciens militaires, y compris des officiers retraités de la marine américaine et du corps des Marines des États-Unis, critiquaient la décision de nommer le navire en l’honneur de Giffords dans le cadre d’une tendance perçue à nommer les navires pour des raisons politiques. Certains commentateurs, dont le commandant à la retraite Darlene Iskra, la première femme à commander un navire de l’US Navy et Robert Farley, professeur à la Patterson School of Diplomacy and International Commerce et spécialiste des affaires militaires, ont noté en réponse que plusieurs navires de l’US Navy, dont les Henry M. Jackson, Carl Vinson, John C. Stennis, Jimmy Carter, Ronald Reagan et George H. W. Bush, ont été nommés en l’honneur d’éminents politiciens qui étaient encore en vie au moment de leur nommage,. Le commandant Iskra a également écrit dans un éditorial du magazine Time que l’USS Carl Vinson (CVN-70), toujours actif, a été nommé en l’honneur d’un membre du Congrès responsable de l’interdiction pour les femmes de mener des missions de combat dans la marine pendant près de 50 ans.
Dans le cadre de la controverse, le sénateur des États-Unis Roy Blunt a ajouté un amendement à la loi de 2012 sur l’autorisation de la défense nationale qui exigeait que la marine rende compte au Congrès de l’efficacité avec laquelle elle respectait les conventions de nommage établies. Le rapport qui en a résulté a mis en évidence un bilan cohérent de faire des « exceptions occasionnelles » aux conventions de dénomination des navires établies à partir de 1798, lorsque le secrétaire Benjamin Stoddert a rompu avec la convention de nommage en nommant l’une des six frégates originelles de l'United States Navy USS Chesapeake. Le rapport a également noté que si le secrétaire Mabus a envisagé d’honorer Giffords et d’autres victimes de la fusillade de Tucson en nommant le LCS-10 d’après la ville de Tucson en Arizona, conformément aux conventions de dénomination actuelles pour les navires de combat côtiers en l’honneur des villes américaines. Toutefois cela n’a pas été possible car l’USS Tucson, un sous-marin en activité de la classe Los Angeles, porte actuellement le nom.
Après le baptême du navire en 2015, le journal militaire Stars and Stripes a déclaré que les critiques sur la dénomination du navire étaient devenues « en sourdine », peut-être en raison du consensus sur le fait que la dénomination du navire n’était « en aucun cas sans précédent ».

## Carrière
Après sa mise en service, l’USS Gabrielle Giffords a effectué des essais de qualification lors de son voyage inaugural du Texas à son port d'attache de San Diego, en Californie, via le canal de Panama. Il est arrivé à la base navale de San Diego le 5 juillet 2017,. Il a été affecté au Littoral Combat Ship Squadron One.
Au cours de l’été 2019, le navire a été équipé de drones Northrop Grumman MQ-8C Fire Scout et de missiles de frappe navale et, à partir de septembre, il a été déployé dans un rôle offensif dans les mers au large de la Chine. Il est retourné à San Diego en janvier 2021.
En juin 2021, le navire est amarré à Seattle, dans l’État de Washington.